# Ladislav Bilík
Ladislav Bilík (22. června 1918, Osvětimany – 16. srpna 1949, Osvětimany) byl český vojenský letec, který za druhé světové války sloužil v britském letectvu.

## Život
Bilík se narodil na sklonku první světové války, začátkem léta 1918 v Osvětimanech (v domě čp. 102). Jeho matkou byla Františka Bilíková, jméno otce nebylo na rodném listě uvedeno. Bilíka tak vychovával pan Širůček, jenž si Františku Bilíkovou vzal za manželku a byl tak Ladislavovým otčímem. Obecnou školu vychodil Ladislav v Osvětimanech a po jejím dokončení se vyučil zahradníkem ve Strážovicích. Když před druhou světovou válkou začala v roce 1939 německá okupace Československé republiky, uprchl Bilík přes polský Krakov až do Anglie, kde se přihlásil do Československé zahraniční jednotky a absolvoval vojenský letecký výcvik. Zúčastnil se bojů na Středním východě, v Palestině a Turecku. V anglickém královském letectvu (RAF) se vypracoval až do hodnosti rotmistra. Za své služby ho ocenil také tehdejší prezident republiky Edvard Beneš, který mu v lednu 1946 udělil Československou medaili za chrabrost.
Po válce se během srpna 1945 vrátil zpět do rodné obce a začal jako pilot pracovat na prostějovském vojenském letišti. Během zdejší služby byl povýšen do hodnosti podpraporčíka, ale po třech letech služby byl po únoru 1948 propuštěn z armády a z letiště musel odejít. Začal pracovat v lese, avšak při práci se nachladil, dostal angínu a silnou otravu krve, na jejíž následky v polovině srpna 1949 zemřel. Pohřeb se konal 21. srpna 1949.

### Rodina
Po návratu z bojů druhé světové války se oženil s Annou Jurkovskou, která pocházela ze stejné obce jako on sám, a roku 1947 se jim narodila dcera Eva. Krátce po Bilíkově smrti v roce 1949 se manželce, v té době již vdově, narodil syn Ladislav.